# Dix Petits Nègres (film, 1987)
Pour les articles homonymes, voir Dix Petits Nègres (homonymie) et And Then There Were None.
Pour plus de détails, voir Fiche technique et Distribution.
Desyat negrityat (Десять негритят) est un film policier soviétique réalisé par Stanislav Govoroukhine, sorti en 1987. C'est la quatrième adaptation au cinéma du roman Dix Petits Nègres d'Agatha Christie.
Au contraire des productions britanniques et hollywoodiennes, cette adaptation est l'une des rares à utiliser la fin du roman et non celle de la pièce de théâtre.

## Fiche technique
- Titre original : Desyat negrityat (Десять негритят)
- Réalisation : Stanislav Govoroukhine
- Scénario : Stanislav Govoroukhine, d'après le roman Dix Petits Nègres d'Agatha Christie
- Décors : Valentin Gidulyanov
- Costumes : Natalya Kharnas
- Photographie : Gennadi Engstrem
- Montage : Valentina Olejnik
- Musique : Nikolai Korndorf
- Société de production : Odessa Film Studios
- Pays d'origine : Russie
- Langue : russe
- Format : couleur - 1,33:1
- Genre : Film policier
- Durée : 137 minutes
- Dates de sortie :
  -  Russie : 1987

## Distribution
- Vladimir Zeldine : Mr. Justice Lawrence John Wargrave
- Tatyana Drubich : Vera Elizabeth Claythorne
- Alexandre Kaïdanovski : Capitaine Philip Lombard
- Alexeï Jarkov : William Henry Blore, détective privé
- Lioudmila Maksakova : Miss Emily Caroline Brent
- Mikhaïl Glouzski : Général John Gordon Macarthur
- Alexeï Zolotnitski : Thomas Rogers, domestique
- Irina Terechtchenko : Ethel Rogers, domestique
- Alexandre Abdoulov : Anthony James Marston
- V. Arjatkine
- D. Archinov
- V. Ventsler
- Viatcheslav Jarikov
- Fiodor Odinokov